# Кьюни, Фредерик
Фредерик Кьюни (англ. Frederick C. Cuny; Фред Кьюни; родился 14 ноября 1944, Нью-Хейвен, Коннектикут, США) — американский специалист по гуманитарным операциям. Он участвовал в таких операциях в разных странах мира с 1969 г. до своего исчезновения во время войны в Чечне в 1995 г.

## Биография
В 1952 году Кьюни вместе со всей семьёй переехал в Техас. Он увлекался авиацией и хотел стать лётчиком-истребителем. В университете он изучал инженерное дело, специализировавшись на проблемах развивающихся стран и планировании городов. Он пытался поступить в военное училище, но не сдал экзамен по иностранному языку.
Кьюни работал как инженер в строительстве, но затем решил заняться другим — гуманитарными операциями. В 1969 году он участвовал в поставках гуманитарной помощи в голодающую нигерийскую провинцию Биафра в условиях вооружённого конфликта.
В 1971 году Кьюни основал компанию Intertect Relief and Reconstruction Corp. Он также основал Центр изучения обществ в состоянии кризиса (Center for the Study of Societies in Crisis). Сегодня он носит имя Кьюни. Кьюни занимался гуманитарной помощью в Гватемале, Эфиопии, Ираке (Иракский Курдистан), Сомали и Боснии. В начале 1990-х годов он тесно сотрудничал с институтом Джорджа Сороса «Открытое общество» и сыграл большую роль в создании Международной кризисной группы. В частности, во время Боснийской войны на деньги Фонда Сороса Кьюни смонтировал в осажденном Сараево временный водопровод, чтобы обеспечить жителей города водой.
В апреле 1995 года Кьюни вместе с двумя российскими врачами-сотрудниками Российского общества Красного Креста и переводчиком занимался организацией гуманитарной помощи в условиях войны в Чечне. Кьюни пытался договориться о перемирии, когда он пропал без вести. Имеются основания полагать, что Кьюни и его российские соратники были захвачены чеченскими боевиками и расстреляны по приказу Резвана Элбиева, одного из руководителей контрразведки Джохара Дудаева, поскольку их приняли за российских агентов. Есть версия, что это стало результатом провокации российских спецслужб, которые таким образом расправились с Кьюни руками чеченцев. Тела Кьюни и его спутников так и не были найдены.
6 декабря 2000 года президент США Билл Клинтон вручил семье Фреда Кьюни, официально до сих пор считающегося пропавшим без вести, премию Элеоноры Рузвельт, ежегодно присуждаемую за выдающуюся деятельность в области защиты прав человека.